# Провольнев, Владислав Игоревич
Владислав Игоревич Про́вольнев (род. 3 апреля 1995, Воронеж) — российский хоккеист, защитник клуба КХЛ ЦСКА, двукратный обладатель Кубка Гагарина. Мастер спорта России (2023).

## Карьера
Начал заниматься хоккеем в родном Воронеже, а после переезда семьи в Москву, в юношеском возрасте, поступил в школу столичного «Динамо», где начал выступать на уровне первенства России и открытом чемпионате Москвы. В 2010 году перешёл в школу московского «Спартака». Сезон 2012/13, согласно договору о спортивном сотрудничестве между «Спартаком» и ХК «Зеленоград», провёл в Первенстве Молодёжной хоккейной лиги в составе зеленоградской молодёжи. Начиная с сезона 2013/14 окончательно вошёл в систему московского «Спартака». В своём первом же сезоне в составе «МХК Спартак» завоевал Кубок Харламова. Также спартаковская молодёжь в ранге чемпиона МХЛ выиграла почётный трофей — Кубок мира среди молодёжных клубных команд. В следующем сезоне основная команда «Спартака» не принимала участие в КХЛ из-за финансовых трудностей и Провольнев играл только за молодёжную команду.
В сезоне 2015/16 подписал контракт с красно-белыми, во время предсезонной подготовки вызывался на сборы с основной командой и 21 ноября 2015 года, в домашнем матче против омского «Авангарда», дебютировал в КХЛ. Всего, в своём дебютном сезоне, отыграл в 14 матчах КХЛ. Так же, на протяжении вышеуказанного периода, хоккеист участвовал в розыгрыше Высшей Хоккейной Лиги, защищая цвета фарм-клуба «Спартака» — воскресенского «Химика» и провёл свой последний сезон на уровне МХЛ. В сезоне 2016/17 являлся стабильным игроком основного состава и играл почти без замен, а в одном из домашних матчей, против хоккейного клуба «Сочи», который состоялся 29 октября 2016 года, забросил свою первую шайбу в КХЛ. Признавался лучшим новичком четвёртой недели сезона в КХЛ. В апреле 2017 года продлил контракт со «Спартаком» до 2019 года.
Перед началом сезона 2019/20, по истечении контракта со «Спартаком» перешёл в другой клуб Континентальной хоккейной лиги — череповецкую «Северсталь», подписав односторонний контракт рассчитанный на два сезона.
За «Северсталь» в сезоне 2020/21 установил личный бомбардирский рекорд в регулярных чемпионатах КХЛ. Он набрал 20 (10+10) очков в 48 матчах при показателе полезности «+6». В январе защитник получил травму, из-за чего пропустил последние матчи регулярного чемпионата и серию плей-офф с московским «Динамо» (1-4).
20 марта 2021 года подписал контракт с клубом НХЛ «Аризона Койотис», за который впоследствии не провёл ни одного матча. Играл за фарм-клуб «Тусон Роудраннерс», выступающий в АХЛ.
В июле 2021 года ЦСКА купил у «Северстали» спортивные права на Провольнева в КХЛ.
В декабре 2021 года подписал трёхлетний контракт с ЦСКА]. В своём первом сезоне за ЦСКА выиграл Кубок Гагарина.

## В сборной
В 2017 году вызывался в состав Олимпийской сборной России, для участия в Кубке Словакии, который проходил с 10 по 11 февраля в городе Нитра. С 15 по 20 марта олимпийская команда России проводила сбор в Южной Корее, в рамках которого 18 и 19 марта сыграла два товарищеских матча с национальной сборной этой страны, в рамках подготовки к Олимпиаде в Пхенчхане. Принял участие в обеих встречах. В том же году выступал в составе Олимпийской сборной на кубке Германии, который проходил с 9 по 12 ноября в городе Аугсбург, а также принял участие в турнире MECA Hockey games, проходившим в норвежском городе Хамар с 14 по 16 декабря.
В 2018 году в составе олимпийской сборной принимал участие в матчах на турнире Еврохоккей Челлендж, а также принял участие в международном кубке Люцерна, который проходил в Швейцарии, в одноимённом городе, с 13 по 14 декабря.
В 2019 году принял участие в Кубке Германии, который проходил в немецком городе Крефельд с 7 по 11 ноября.

## Достижения
- Обладатель Кубка Харламова: 2013/14
- Обладатель Кубка мира среди молодёжных клубных команд: 2014
- Обладатель Кубка Гагарина: 2022, 2023